# Inhibidor de la integrasa
Los inhibidores de la integrasa (INIs) son una clase de fármaco antirretroviral diseñado para bloquear la acción de la integrasa, una enzima vírica que inserta el genoma viral en el ADN de la célula hospedera.
Los inhibidores de la integrasa se desarrollaron, inicialmente, para el tratamiento de la infección por VIH. Actualmente, también hay fármacos que bloquean la integrasa de otros virus. La clase de inhibidores de la integrasa llamados inhibidores de la transferencia de la cadena de la integrasa (INSTI) tienen un uso médico establecido. Otras clases, como los inhibidores de la unión de la integrasa (INBI), aún son experimentales.
El primer inhibidor de la integrasa fue aprobado por la Administración de Medicamentos y Alimentos de EE. UU. (FDA) el 12 de octubre de 2007. El medicamento aprobado era el raltegravir.
Dado que los inhibidores de la integrasa se dirigen a un paso distinto del ciclo de vida retroviral, se pueden tomar en combinación con otros tipos de medicamentos contra el VIH para minimizar la adaptación del virus.

## Medicamentos en uso y en desarrollo.

### En uso
- Raltegravir (Isentress), desarrollado por Merck & Co., fue el primer inhibidor de la integrasa (más específicamente, el primer inhibidor de la transferencia de la cadena de la integrasa) aprobado por la FDA en octubre de 2007.
- Elvitegravir (Vitekta), con su actividad antiviral descubierta por Japan Tobacco, y distribuida porGilead Sciences, fue aprobado por la Administración de Alimentos y Medicamentos de EE. UU. en agosto de 2012 para su uso en adultos que inician el tratamiento contra el VIH por primera vez como parte de la combinación de dosis fija con emtricitabina y tenofovir disoproxilo (elvitegravir/cobicistat/emtricitabina/tenofovir). Elvitegravir es un inhibidor de la integrasa altamente selectivo y de bajo peso molecular que comparte una estructura central con las quinolonas, una familia de antibióticos. [3] Una combinación de dosis fija similar que contiene tenofovir alafenamida en lugar de tenofovir disoproxilo se ofrece bajo el nombre comercial Genvoya (Elvitegravir/cobicistat/emtricitabina/tenofovir alafenamida).
- Dolutegravir (Tivicay), autorizado por ViiV Healthcare, fue aprobado para su uso en EE. UU. en 2013 y en la UE en enero de 2014.
- El fármaco combinado bictegravir/emtricitabina/tenofovir alafenamida (Biktarvy), producido por Gilead Sciences, fue aprobado para su uso en los Estados Unidos en 2018.
- Cabotegravir, desarrollado por ViiV Healthcare, fue aprobado junto con rilpivirina por la FDA en enero de 2021 (cabotegravir/rilpivirina).

### En desarrollo
- BI 224436, fármaco en desarrollo para el tratamiento de la infección por VIH.[4]
- MK-2048, un inhibidor de la integrasa de segunda generación para el tratamiento de la infección por VIH, que parece tener una duración de acción hasta cuatro veces mayor que raltegravir.[5]